# والدیویا (انتیوکیا)
والدیویا (انگلیسی: Valdivia, Antioquia) نام شهری در کشور کلمبیا است.